# Wiktor Kościński
Wiktor Kościński (ur. 17 października 1902 Warszawie, zm. ?) – polski działacz partyjny i państwowy, prawnik, związkowiec, podsekretarz stanu w Ministerstwie Skarbu (1947–1949).

## Życiorys
Syn Seweryna i Zofii. W 1927 ukończył studia prawnicze na Uniwersytecie Warszawskim. W okresie studiów pracował w banku i fabryce waty. Od 1924 działacz związków zawodowych (sekretarz generalny Zrzeszenia Pracowniczych Związków Zawodowych oraz Związku Zawodowego Pracowników Przemysłu i Handlu), w latach 30. w Unii Związków Zawodowych Pracowników Umysłowych (był jej delegatem przy Międzynarodowym Biurze Pracy i delegatem związków pracowników umysłowych przy Lidze Narodów). Później kierował związkiem zawodowym skarbowców i był wiceprezesem Centrali Związków Pracowników Państwowych. Od 1934 do 1940 pracował na stanowisku naczelnego dyrektora w Państwowym Zakładzie Emerytalnym.
W latach 1925–1927 członek Polskiej Partii Socjalistycznej. W okresie wojennym od 1940 do 1944 prowadził kancelarię adwokacką. Działał także w Polskiej Partii Socjalistycznej – Wolność, Równość, Niepodległość, później kolejno w Polskiej Partii Socjalistycznej (lubelskiej) i po fuzji w Polskiej Zjednoczonej Partii Robotniczej. W ramach Centralnego Komitetu Wykonawczego PPS od lutego do kwietnia 1948 szefował Wydziałowi Polityczno-Propagandowemu. W 1945 pracował jako portier w Hotelu Europejskim w Warszawie, następnie od 1945 do 1947 ponownie dyrektor naczelny w Państwowym Zakładzie Emerytalnym. W 1946 pełnił funkcję komisarza Premiowej Pożyczki Odbudowy Kraju, ponadto był pełnomocnikiem rządu ds. daniny narodowej na zagospodarowanie Ziem Odzyskanych (1946–1947), komisarzem ds. Wystawy Ziem Odzyskanych (1947–1948) oraz członkiem Naczelnej Rady Odbudowy m.st. Warszawy (od 1947). Od marca 1947 do października 1949 pozostawał podsekretarzem stanu w Ministerstwie Skarbu. W 1949 został dyrektorem przedsiębiorstwa państwowego Filharmonia Narodowa (w budowie), od lutego do sierpnia 1952 zarządzał nim (wówczas pod nazwą Filharmonia Warszawska). W tym samym roku został wykluczony z PZPR na tle walk frakcji partyjnych. Później kontynuował pracę w zawodzie adwokata.

## Odznaczenia
W 1939 odznaczony Złotym Krzyżem Zasługi.